# Oliver Ford
Oliver Ford (* 27. März 1947) ist ein ehemaliger US-amerikanischer Sprinter.
Am 31. Mai 1968 stellte er mit 10,0 s den Weltrekord über 100 Meter ein.
Oliver Ford studierte an der Southern University.

## Persönliche Bestzeiten
- 100 yds: 9,3 s, 18. Mai 1968, Beaumont
- 100 m: 10,0 s, 31. Mai 1968, Albuquerque
- 200 m: 20,4 s, 13. Mai 1967, Houston